# Galenia meziana
Galenia meziana är en isörtsväxtart som beskrevs av K. Muell. Galenia meziana ingår i släktet galenior, och familjen isörtsväxter. Inga underarter finns listade i Catalogue of Life.